# Ortrun Riha
Ortrun Riha (* 27. April 1959 in Schweinfurt) ist eine deutsche Medizinhistorikerin und Direktorin des Karl-Sudhoff-Instituts für Geschichte der Medizin und der Naturwissenschaften an der Medizinischen Fakultät der Universität Leipzig.
Ortrun Riha besuchte von 1965 bis 1969 die Schillerschule in Schweinfurt und von 1969 bis 1978 das dortige Celtis-Gymnasium. Sie studierte an der Universität Würzburg von 1978 bis 1984 Medizin und von 1984 bis 1989 Germanistik sowie Kunstgeschichte. 1985 erfolgte die Promotion in Medizin und 1989 in Germanistik. Von 1985 bis 1992 war sie zunächst freie wissenschaftliche Mitarbeiterin des Medizinhistorikers Gundolf Keil und dann Privatdozentin am Institut für Geschichte der Medizin der Universität Würzburg. 1990 habilitierte sie sich dort im Fach Geschichte der Medizin. Von 1. April 1992 bis 1994 erhielt sie in Göttingen ein Heisenberg-Stipendium. Von 1994 bis 1996 war sie C3-Professorin für Geschichte der Medizin in Lübeck, seit 1996 hat sie den Lehrstuhl für Geschichte der Medizin in Leipzig. Seit 2003 ist Riha Mitglied der Sächsischen Akademie der Wissenschaften zu Leipzig.
Ihre Forschungsschwerpunkte sind die Medizin des Mittelalters, Frau und Medizin, Medizin im kulturellen Kontext sowie Medizinethik.

## Schriften (Auswahl)
- „Meister Alexanders Monatsregeln“. Untersuchungen zu einem spätmittelalterlichen Regimen duodecim mensium mit kritischer Textausgabe. (Medizinische Dissertation Würzburg) Pattensen/Hannover, jetzt bei Königshausen & Neumann, Würzburg 1985 (= Würzburger medizinhistorische Forschungen. Band 30).
- Das weinende Jahrhundert. „Melancholie“ im Zeitalter der Aufklärung. In: Würzburger medizinhistorische Mitteilungen. Band 4, 1986, S. 23–38.
- Frühmittelalterliche Monatsdiätetik. Anmerkungen zu einem komplexen Thema. In: Würzburger medizinhistorische Mitteilungen. Band 5, 1987, S. 371–379.
- mit Wiltrud Fischer: Harndiagnostik bei Isaak Judaeus, Gilles de Corbeil und Ortolf von Baierland. Beobachtungen zur Bearbeitungstechnik. In: Sudhoffs Archiv. Band 72, 1988, S. 212–224.
- mit Wiltrud Fischer: Editionsprobleme bei naturwissenschaftlichen Texten des Mittelalters. Am Beispiel der Neuausgabe von Ortolfs von Baierland „Arzneibuch“. In: Mediaevistik. Band 1, 1988, S. 175–183.
- Editionsprobleme bei kompilierten Gebrauchstexten. Mit einem Vorschlag zu einer zweisprachigen Ausgabe der „Utrechter Monatsregeln“. In: Würzburger medizinhistorischen Mitteilungen. Band 7, 1989, S. 105–142.
- mit Gundolf Keil: Wissensordnende Prinzipien in oberrheinischen Arzneibüchern. In: Wolfgang Spiewok (Hrsg.): Ergebnisse der XXI. Jahrestagung des Arbeitskreises „Deutsche Literatur des Mittelalters“. Greifswald 1989 (= Wissenschaftliche Beiträge der Ernst-Moritz-Arndt-Universität Greifswald, Sektion Germanistik, Kunst- und Musikwissenschaft: Deutsche Literatur des Mittelalters. Band 4), S. 77–100.
- Wissensorganisation in medizinischen Sammelhandschriften. Klassifikationskriterien und Kombinationsprinzipien bei Texten ohne Werkcharakter. Reichert, Wiesbaden 1992 (= Wissensliteratur im Mittelalter. Schriften des Sonderforschungsbereichs 226 Würzburg/Eichstätt. Band 9), ISBN 3-88226-537-X (zugleich Medizinische Habilitationsschrift, Würzburg 1989).
- Ortolf von Baierland und seine lateinischen Quellen. Hochschulmedizin in der Volkssprache. Reichert, Wiesbaden 1992 (= Wissensliteratur im Mittelalter. Band 10), ISBN 3-88226-538-8.
- Ein Buch machen aus allen Büchern. Die Konzeption von Ortolfs ‚Arzneibuch‘. In: Gundolf Keil (Hrsg.): „Ein teutsch puech machen“. Untersuchungen zur landessprachlichen Vermittlung medizinischen Wissens (= Ortolf-Studien. 1). Reichert, Wiesbaden 1993 (= Wissensliteratur im Mittelalter. Band 11), ISBN 3-88226-539-6, S. 15–38.
- Funktionswandel durch den Kontext. Ortolf-Auszüge als Pesttraktat. In: Gundolf Keil (Hrsg.): „Ein teutsch puech machen“ […], S. 62–69.
- mit Gundolf Keil: Beobachtungen zu Ortolfs Stil und rhetorischem Anspruch. In: Gundolf Keil (Hrsg.): „Ein teutsch puech machen“ […], S. 1–14.
- Ortolfus pseudoepigraphicus. In: Gundolf Keil (Hrsg.): „Ein teutsch puech machen“ […], S. 70–111.
- Gilbertus Anglicus und sein ‘Compendium medicinae’. Arbeitstechnik und Wissensorganisation. In: Sudhoffs Archiv. Band 78, 1994, S. 59–79.
- Das Gliederungsprinzip a capite ad calcem und der Lokalismus im chirurgischen Krankheitsverständnis. Der Diagnoseschlüssel der chirurgischen Universitätsklinik Göttingen 1912–1958. In: Würzburger medizinhistorischen Mitteilungen. Band 12, 1994, S. 299–313.
- Die Krankenakten der Chirurgischen Universitätsklinik Göttingen als Quelle der Medizingeschichte (1912–1950). Möglichkeiten und Grenzen einer Methode. In: Würzburger medizinhistorische Mitteilungen. Band 13, 1995, S. 5–15.
- Ethik in der Medizin. Eine Einführung. Shaker, Aachen 1998, ISBN 3-8265-3562-6.
- Säfte und Symbole – Konzepte mittelalterlicher Medizin. In: Spektrum der Wissenschaft. Spektrum Spezial. Nr. 2, 2002; auch (unter dem Titel Konzepte: Säfte und Symbole.) in: Medizin im Mittelalter. Zwischen Erfahrungswissen, Magie und Religion (= Spektrum der Wissenschaften. Spezial: Archäologie Geschichte Kultur. Band 2.19), 2019, S. 6–11.
- Medizinische Terminologie. 3. Auflage. Verlag Wissenschaftliche Scripten, Zwickau 2003, ISBN 3-928921-37-1.
- Mikrokosmos Mensch. Der Naturbegriff in der mittelalterlichen Medizin. In: Peter Dilg (Hrsg.): Natur im Mittelalter: Konzeptionen – Erfahrungen – Wirkungen. Akademie Verlag, Berlin 2003, ISBN 3-05-003778-4, S. 111–123.
- Aussatz – Geschichte und Gegenwart einer sozialen Krankheit. Hirzel, Stuttgart/Leipzig 2004 (= Sitzungsberichte der Sächsischen Akademie der Wissenschaften, mathematisch-naturwissenschaftliche Klasse. Band 129, Heft 5).
- Medizin und Magie im Mittelalter. In: Das Mittelalter. Band 10, 2005, Nr. 1, S. 64–72.
- Kodifizierung ärztlicher Ethik: Vom hippokratischen Eid zum Genfer Gelöbnis. Hirzel, Leipzig/Stuttgart 2009, ISBN 978-3-7776-2094-7.
- mit Thomas Schmuck: "Das allgemeinste Gesetz": Karl Ernst von Baer (1792–1876) und die großen Diskurse des 19. Jahrhunderts. Shaker, Aachen 2011, ISBN 978-3-8440-0384-0
- Das Arzneibuch Ortolfs von Baierland. Auf der Grundlage des von Gundolf Keil geleiteten Teilprojekts des SFB 226 „Wissensvermittelnde und wissensorganisierende Literatur im Mittelalter“ zum Druck gebracht, eingeleitet und kommentiert von Ortrun Riha (= Wissensliteratur im Mittelalter. Band 50). Reichert, Wiesbaden 2014, ISBN 978-3-95490-015-2.
- Mittelalterliche Heilkunst. Das Arzneibuch Ortolfs von Baierland (um 1300). Eingeleitet, übersetzt und mit einem drogenkundlichen Anhang versehen. Deutscher Wissenschafts-Verlag, Baden-Baden 2014 (= DWV-Schriften zur Medizingeschichte. Band 15), ISBN 978-3-86888-071-7.